# Katharina Brumbach

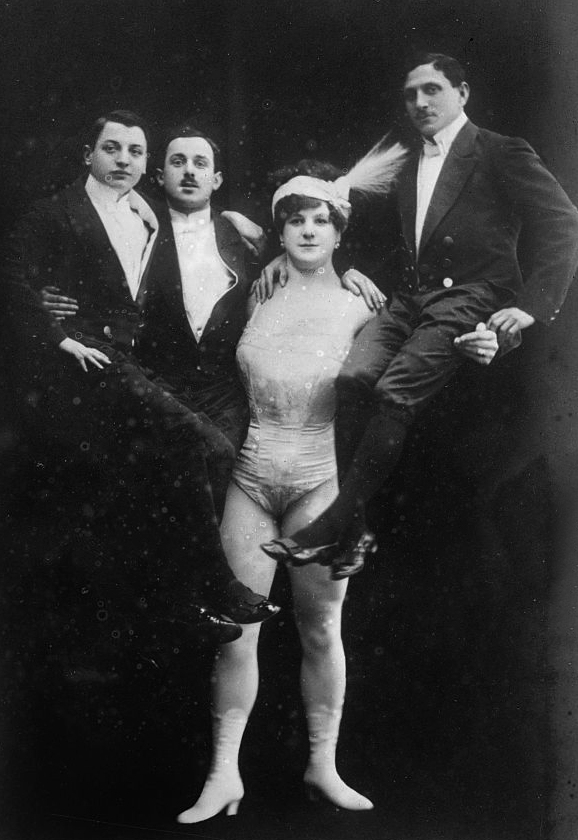
Katie Sandwina

Katharina Brumbach (* 6. Mai 1884 in Essen; † 21. Januar 1952 in New York, Vereinigte Staaten) war eine deutsch-amerikanische Zirkusartistin. Anfang des 20. Jahrhunderts erlangte sie unter ihrem Künstlernamen Sandwina bzw. Käthe Sandwina oder Katie Sandwina Weltruhm als „stärkste Frau der Welt“. Sie wurde auch die „Große Katharina“ sowie „einziger wirklicher Konkurrent“ des Ringers Siegmund Breitbart genannt.

## Leben und Zirkus
Brumbach wurde als zweites von fünfzehn Kindern des niederbayerischen Zirkusdirektorenehepaars Philipp (genannt „der baierische Herkules“) und Johanna Brumbach, geb. Nock geboren. Der Großvater Gustav Brumbach aus Viechtach hatte 1846 den Circus Brumbach gegründet, den Katharinas Bruder Bernhard weiterführte.
Schon als kleines Mädchen trat Katharina mit ihrer Familie in der Manege auf. Als sie älter wurde, rief ihr Vater einen Gewinn von einhundert Mark für denjenigen aus, der sie im Ringen besiegen könne. Doch niemandem gelang es, denn sie hatte einen starken Körperbau geerbt. Ihr Vater soll einen Brustumfang von 142 cm, ihre Mutter einen Bizepsumfang von 38 cm gehabt haben. Drei ihrer Schwestern, Barbara, Marie und Eugenia, waren ebenfalls von beachtlicher Körperkraft. Sie selbst wurde 1,84 m groß und wog mehr als 90 kg.
Während einer Vorstellung in Zwickau lernte sie im Alter von 16 Jahren den drei Jahre älteren Max Heymann kennen, als sie ihn mit einem einzigen Schwung zu Boden warf. Der arbeitslose Akrobat machte ihr sofort einen Heiratsantrag und sie heirateten kurz darauf ohne elterliche Zustimmung, obwohl sie noch minderjährig war, und flüchteten nach Norwegen. Die Polizei dort hielt sie zunächst auf Antrag ihres Vaters fest, sie konnten jedoch die Heiratspapiere vorlegen. Nach ihrer Rückkehr vergab ihnen Philipp Brumbach. Die Ehe währte über fünfzig Jahre lang, obwohl Katie in einem Interview 1910 behauptete, sie sei noch ledig.
Bei einer Vorstellung in Paris wurde John Ringling auf sie aufmerksam und engagierte sie für das Unternehmen Ringling Brothers Circus. Am 17. Oktober 1901 bestieg Katharina mit ihrem Vater, der als Beruf „coper“ (Pferdehändler) angab, den HAPAG-Dampfer Deutschland von Hamburg nach New York, wo sie am 24. des Monats in Ellis Island ankamen. Ihr Ehemann Max folgte erst am 11. April 1906.
Anlässlich einer öffentlichen Herausforderung in New York, sich mit ihrer Kraft zu messen, besiegte sie den Champion Eugen Sandow, indem sie ein Gewicht von 136 kg in die Höhe brachte. Daraufhin nannte sie sich Sandwina, die weibliche Form von Sandow. Viele Jahre lang trat Sandwina im Ringling Brothers & Barnum & Bailey Circus und in anderen bekannten Zirkussen auf. Eine ihrer Attraktionen war, ihren Ehemann mit einer Hand über ihren Kopf zu stemmen. Amerikanische Zeitungen schrieben darüber:

„Käthe Sandwina ist eine Akrobatin allerersten Ranges, welche ihren 150 Pfund schweren Mann als Spielball benutzt und ihn schließlich mit einem Arm stemmt. Dabei ist die Athletin das formvollendetste, schönste Weib der Welt.“

Käthe Sandwina trat auch in Europa auf, so etwa im September 1909 im Grazer Orpheum, im Oktober 1914 sowie im Dezember 1917 im Wiener Apollo-Theater sowie im August 1920 im Ronacher.
Außerdem konnte sie Eisenstangen verbiegen und sich dem Zug von vier Pferden widersetzen. In den Winterpausen trat das Ehepaar in Vaudeville-Shows auf, der amerikanischen Art des Varietétheaters.
Während dieser Zeit bekam sie zwei Söhne. Ihr älterer Sohn Theodore Roosevelt Martin Beck Heymann (* 25. Januar 1909 in Sioux City, Iowa, † 17. Juli 1997 in Brooklyn) wurde zwischen 1926 und 1932 unter dem Namen Teddy Sandwina als Boxer im Schwergewicht bekannt. Er errang 46 Siege, davon 38 durch K. o. Der jüngere Sohn Alfred Heymann (* 25. September 1918, † 30. März 1994 in Columbus (New Jersey)) war Schauspieler und Sänger und benutzte das Pseudonym Al Sander(s).
Im Jahr 1912 schloss sich Sandwina mit anderen Artistinnen zu der Vereinigung der „Suffragetten-Ladys des Barnum & Bailey Circus“ zusammen. Sie demonstrierten für das Frauenwahlrecht. Sandwina fungierte als Vizepräsidentin der etwa 800 Frauen starken Gruppe.
Im August 1938 beantragte „Kati Heymann“ die US-amerikanische Staatsbürgerschaft, die sie am 25. Juli 1939 erhielt. 1942 verließ sie die Zirkuswelt. Fünf Jahre später eröffnete sie zusammen mit ihrem Ehemann ein „Bar-and-Grill“-Restaurant in Ridgewood (New Jersey), wo sie noch kleine Kunststücke zum Besten gab. Sie starb im Alter von 67 Jahren an Krebs im Montefiore Hospital in New York und wurde auf dem jüdischen Mount Richmond Cemetery auf Staten Island beerdigt.
Sandwinas Lebensgeschichte war schon zu ihren Lebzeiten sehr von Legenden durchdrungen, an deren Entstehung sie nicht unbeteiligt war, wenn man ihre Interviews mit den bekannten Fakten vergleicht. Daher erscheint es aus heutiger Sicht nicht einfach, die tatsächlichen Gegebenheiten herauszufiltern.